# Afrikaner Broederbond

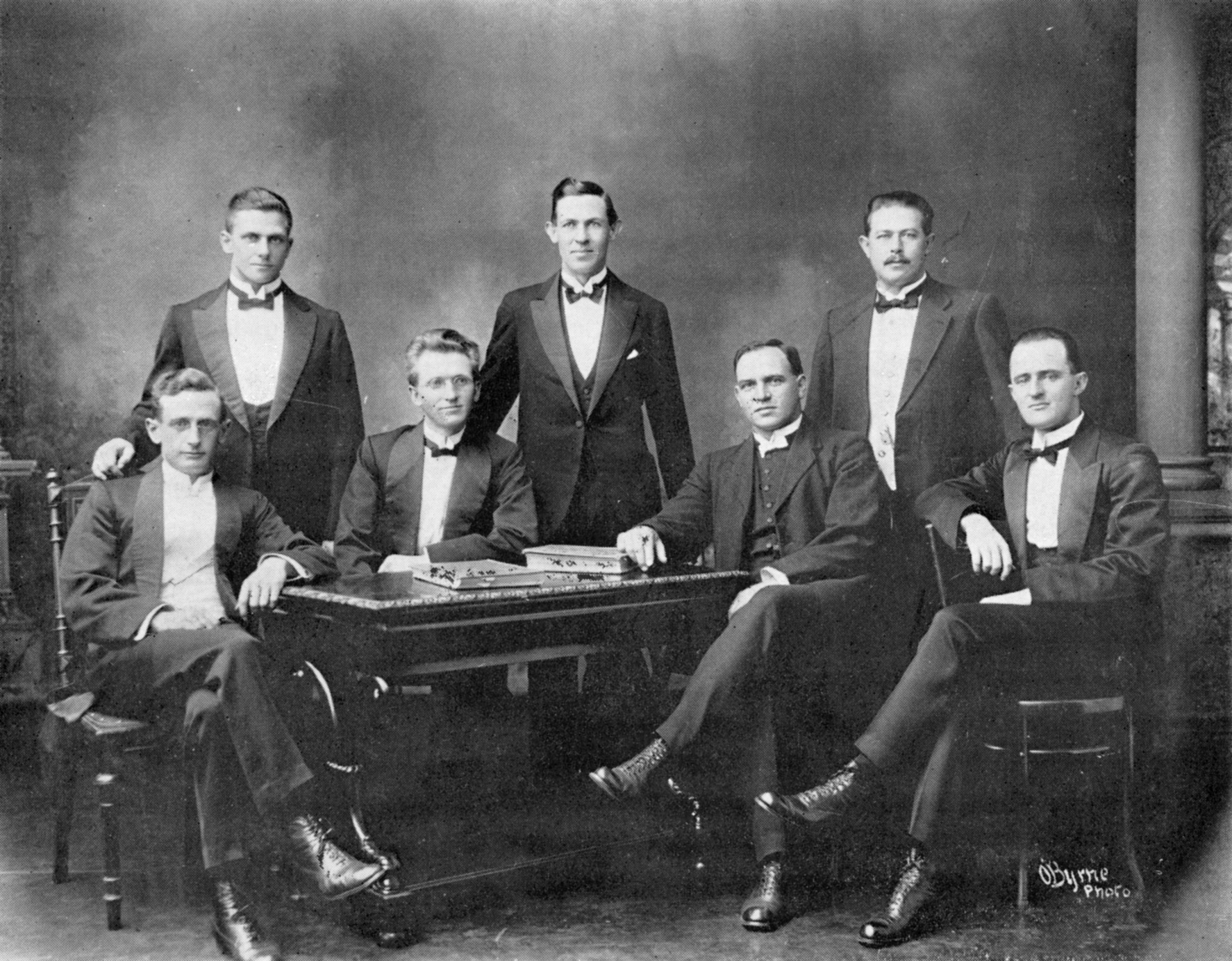
Primer consejo ejecutivo del Afrikaner Broederbond en 1918

La Afrikaner Broederbond (AB) (lit. Hermandad Afrikáner) o simplemente Broederbond fue una organización secreta de membresía exclusiva afrikáner y calvinista en Sudáfrica dedicada a la promoción de intereses afrikáneres. Fue fundada por H. J. Klopper, H. W. van der Merwe, D. H. C. du Plessis and Rev. Jozua Naudé en 1918 y fue conocida como Jong Zuid Afrika (Sudáfrica Joven) hasta 1920, cuando se convirtió en la Hermandad (Broederbond). Su gran influencia en la vida social y política de Sudáfrica, algunas veces comparada con la de los masones en las teorías de las conspiraciones masonas, llegó a su punto máximo con la llegada del apartheid, el cual fue diseñado e implementado en gran parte por miembros de la Broederbond. Entre 1948 y 1994, muchas figuras importantes del ámbito político sudafricano, incluyendo a todos los líderes de gobierno, fueron miembros del Afrikaner Broederbond.

## Orígenes
Descrita años después como un "inner sanctum", "una inmensa red informal de influencias", y por Jan Smuts como una "peligrosa y despiadada organización política fascista", en 1920 Jong Zuid Afrika luego renombrada como la Hermandad Afrikáner, era un grupo de 37 hombres de etnia afrikáner, hablante de afrikáans y miembros de la iglesia reformada neerlandesa calvinista, quienes compartían objetivos culturales, semirreligiosos, y profundamente políticos comunes basados en tradiciones y experiencias que se remontaban a la llegada de los colonos blancos neerlandeses, hugonotes franceses y alemanes a Ciudad del Cabo en los siglos XVII y XVIII e incluía los dramáticos eventos del Gran Trek de los años 1830 y 1840. Ivor Wilkins y Hans Strydom cuentan como, para el 50 aniversario de la organización, un importante broeder (hermano o miembro) dijo:

por razones entendibles era difícil explicar nuestros objetivos... al principio, las personas que eran admitidas pensaban que se trataba simplemente de otra sociedad cultural.

 (Wilkins & Strydom, 1980, p. 45)
Las intenciones precisas de los fundadores no están claras. Puede que el grupo intentaba contrarrestar el dominio de los británicos y del idioma inglés, como puede que haya intentado redimir a los afrikáneres luego de su derrota en la Segunda Guerra Anglo-Bóer. También es posible que haya buscado proteger una cultura, construir una economía y hacerse del control del gobierno. Las declaraciones del presidente de la organización ofrecieron una interpretación un poco diferente y probablemente más precisa en el contexto de los periodos después de las guerras de los bóeres y la Primera Guerra Mundial, cuando los afrikáneres estaban pasando por un tumultuoso periodo lleno de cambios sociales y políticos:

La Hermandad Afrikáner nació de la profunda convicción de que el volk afrikáner había sido plantado en este país por la Mano de Dios, destinado a sobrevivir como un volk separado con su propio llamado.

En otras palabras, el calvinismo profundamente devoto de los afrikáneres, un pueblo pastoral con una difícil historia en Sudáfrica desde mediados del siglo XVII, junto a un elemento cristiano de predestinación que llevó a la determinación de forcejear el país de las manos de los anglófonos británicos y su poner su futuro en manos de los afrikáneres que hablaban afrikáans, sin importar lo que eso hubiese significado para la gran parte de la población negra o mulata. A la antigua sed de soberanía que había provocado el Gran Trek hacia el interior a partir de 1838, se añadió una nueva sed por total independencia y nacionalismo. Estas dos líneas se unieron para formar una religión civil "Nacional Cristiana" que dominaría la vida sudafricana entre 1948 y 1994.
Este fue el contexto histórico en el cual la Broederbond surgió. La política de tierra quemada de los británicos durante las segunda Guerra de los Bóeres devastó las tierras bóeres (es decir, las tierras de agricultores afrikáneres). 27 000 mujeres y niños bóeres habían muerto en campos de concentración británicos. La rendición bóer en Vereeniging, aunque pragmática, fue muy humillante. La provocativa política de anglización de Lord Milner simplemente cayó como sal sobre las heridas afrikáneres, y una reacción era inevitable. El Partido Nacional y en última instancia la Hermandad fueron los resultados a largo plazo más poderosos.
El Partido Nacional había sido establecido en 1914 por nacionalistas afrikáneres. Llegó al poder por primera vez en 1924. Diez años después, su líder J.B.M. Hertzog y Jan Smuts del Partido Sudafricano unieron sus partidos para formara el Partido Unido. Esto molestó a un contingente de nacionalistas de línea dura bajo D.F. Malan, quien se separó para formar el Partido Nacional Purificado. Para ese entonces la Segunda Guerra Mundial había comenzado y el resentimiento hacia los británicos no se había calmado. El partido de Malan se opuso a la entrada de Sudáfrica en la guerra al lado de los británicos, y algunos de sus miembros incluso querían que el gobierno apoye a la Alemania nazi. Jan Smuts había comandado al ejército británico en África Oriental y entendiblemente era proclive a apoyar a los aliados una segunda vez. Esto era lo que el nacionalismo afrikáner necesitaba. Herzog, quien estaba en favor de mantenerse neutral, dejó el Partido Unido cuando una pequeña mayoría en su gabinete apoyó a Smuts. Fundó el Partido Afrikáner, el cual se fusionaría más adelante con el Partido Nacional Purificado de D.F. Malan para convertirse en la fuerza que se apoderaría de la política sudafricana por los próximos 46 años, hasta las elecciones libres de 1994 que ganaría Nelson Mandela.

## Desenmascaramiento de la Hermandad
Aunque la prensa había mantenido una fuente en cuenta gotas de fuentes anónimas sobre el funcionamiento interno y miembros de la Broederbond desde los años 1960, la primera publicación detallada sobre la organización fue un libro escrito por Ivor Wilkins y Hans Strydom, The Super-Afrikaners. Inside the Afrikaner Broederbond (en español, Los Super-Afrikáneres. Dentro de la Hermandad Afrikáner), publicado por primera vez en 1978. La sección más notable y discutida del libro fue una sección que consistía de una lista muy detallada de 7500 miembros de la Broederbond.

## Líderes
Los presidentes de la Hermandad fueron: (p48)
| Nombre            | Título | Desde | Hasta |
| ----------------- | ------ | ----- | ----- |
| Klopper, H. J.    |        | 1918  | 1924  |
| Nicol, W.         | Rev.   | 1924  | 1925  |
| Greybe, J. H.     |        | 1925  | 1928  |
| Potgieter, J. W.  |        | 1928  | 1930  |
| du Plessis, L. J. | Prof.  | 1930  | 1932  |
| van Rooy, J. C.   | Prof.  | 1932  | 1938  |
| Diederichs, N.    | Dr.    | 1938  | 1942  |
| van Rooy, J. C.   | Prof.  | 1942  | 1952  |
| Thom, H. B.       | Prof.  | 1952  | 1960  |
| Meyer, P. J.      | Dr.    | 1960  | 1972  |
| Treurnicht, A. P. | Dr.    | 1972  | 1974  |
| Viljoen, G.       | Prof.  | 1974  | 1980  |
| Boshoff, C. W. H. | Prof.  | 1980  | 1983  |
| de Lange, J. P.   | Prof.  | 1983  | 1993  |
| de Beer, T. L.    |        | 1993  | –     |

## La Hermandad y elapartheid
Todos los Primeros Ministros y Presidentes de Sudáfrica a partir de 1948 hasta el fin del apartheid en 1994 fueron miembros del Afrikaner Broederbond.
Una vez que la Herenigde Nasionale Party estaba en el poder... Burócratas, soldados y empleados estatales de habla inglesa fueron hechos a un lado y reemplazados por afrikáneres de confianza, dándole los puestos claves a miembros de la Broederbond (con su compromiso ideológico al separatismo). El mismo sistema electoral fue manipulado para reducir el impacto de los inmigrantes de habla inglesa y los mulatos.
La Afrikaner Broederbond continuó actuando en secreto, inflintrando y haciéndose del control de las pocas organizaciones, como el Sindicato Agrícola Sudafricano, que tenían poder político y se oponían a una expansión de las políticas del apartheid.

## Compañías con credenciales de la Hermandad
- ABSA, formada por la amalgamación de los bancos United, Allied y Volkskas, este último fundado por la Broederbond en 1934 y cuyo presidente era el presidente de la Hermandad en ese entonces.
- ADS, anteriormente Altech Defence Systems
- Remgro, anteriormente Rembrandt Ltd., anteriormente sociedad matriz de Volkskas.

## Personas destacadas que alguna vez fueron miembros
- D. F. Malan ex primer ministro.
- H. F. Verwoerd Ex primer ministro.
- J. G. Strijdom ex primer ministro.
- B. J. Vorster, ex primer ministro y presidente.
- Dr J. S. Gericke, vicecanciller de la Universidad de Stellenbosch.
- Pik Botha, exministro de Asuntos Exteriores, actualmente miembro del Congreso Nacional Africano.
- H. B. Thom, historiador y exrector de Universidad de Stellenbosch.
- Tienie Groenewald, general retirado de la Fuerza de Defensa.
- Barend Johannes van der Walt, exembajador ante Canadá.
- P. W. Botha, exministro de Defensa y primer ministro.
- Anton Rupert, emprendedor y empresario millonario; miembro en los años 1940, pero finalmente lo dejó a un lado por ser algo absurdo, y permitió que su membresía expire.[15]
- Marthinus van Schalkwyk, exmiembro del ala juvenil de la Broederbond, último líder del Partido Nacional y actual ministro de turismo del gobierno del CNA de Jacob Zuma.
- Tom de Beer, reclutado 30 años atrás, ahora el presidente de la nueva Afrikanerbond.
- Nico Smith, misionero de la iglesia reformada neerlandesa quien, basado en sus experiencias en el interior de la organización, escribió retrospectivamente sobre la Hermandad en un libro.[16]
- F. W. De Klerk expresidente de Sudáfrica y líder del Partido Nacional.
- "Lang" Hendrik van den Bergh, el jefe del aparato de seguridad estatal sudafricano durante el régimen del apartheid y amigo cercano del primer ministro B. J. Vorster.

## Más información
- Sobre la juventud afrikáner hoy en día y el peso de la Hermandad (en afrikáans)
- Sobre el Club Nativo y la Hermandad (en inglés)
- Miembros y capítulos (en inglés)
- Tom de Beer sobre la formación de una nueva Afrikanerbond. (en inglés)

- Datos: Q385832
- Multimedia: Afrikaner Broederbond / Q385832